# Franz Weinack
Hermann Franz Weinack (* 1845 in Halle an der Saale; † 7. Oktober 1915 in Goslar) war ein deutscher Historien- und Porträtmaler der Düsseldorfer Schule.

## Leben

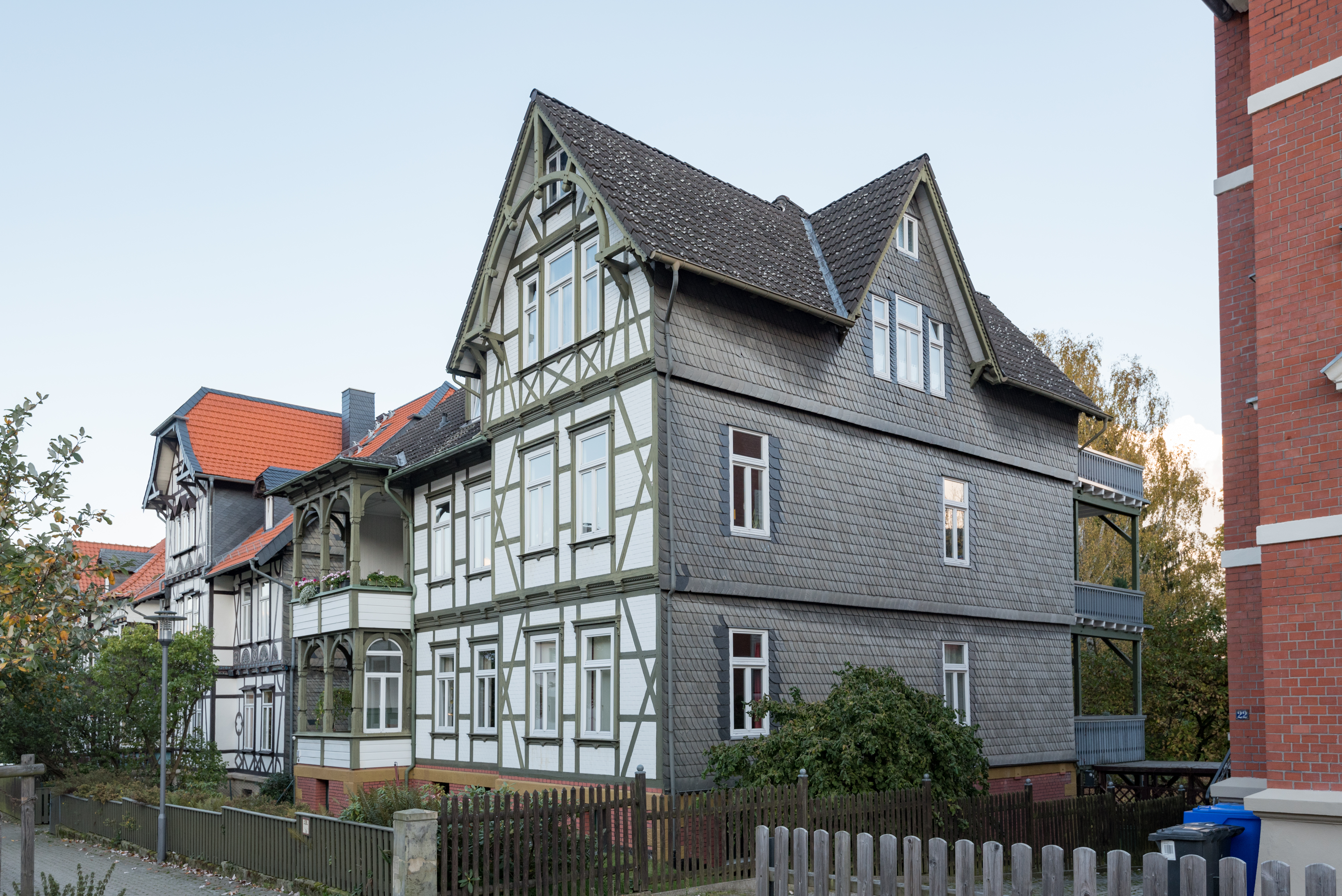
Haus Claustorwall 23 in Goslar

Weinack studierte ab 1863 Malerei an der Kunstakademie Dresden. 1867 wechselte er an die Kunstakademie Düsseldorf. Bis 1878 war er dort Schüler von Wilhelm Roßmann, Julius Roeting und vor allem von Hermann Wislicenus, dessen enger, langjähriger Atelier-Mitarbeiter er 1875 wurde. Weinack half Wislicenus, die Wandbilder des Kaisersaals in Goslar zu malen, eine Aufgabe, die sich über mehrere Jahre erstreckte. Mit Wislicenus und dessen Tochter bewohnte Weinack das Goslarer Fachwerkhaus Claustorwall 23.